# Ruta Nacional 7 (Saint-Martin)

Mapa

La Ruta Nacional 7 (en francés: Route nationale 7) es una carretera nacional de Francia en la Isla de San Martín de casi 16 kilómetros. Fundada en 1960, es la parte francesa del eje principal que va alrededor de la isla de San Martín cruzando los barrios de Marigot y el Quartier d' Orléans.
Después de que se dictara el decreto de 1951 sobre creación de las carreteras nacionales en los cuatro departamentos de ultramar , la denominación RN 7 en Guadalupe se dedicó a la RD123 que conecta a la zona de Le Moule Bazin en Grande- Terre.
En 1960 , el nombre de RN 7 se vuelve a utilizar al crear este camino en Guadalupe como dependencia de San Martín. Es administrado entonces por el Estado como cualquier camino francés.
Tras la reforma de 2005, la gestión de la RN 7 se transfiere al Consejo Regional de Guadalupe.
Desde el cambio de estatuto de San Martín el 15 de julio de 2007, la RN 7 ahora es administrado por el Consejo Territorial de Saint-Martin .